# Hlošina okoličnatá

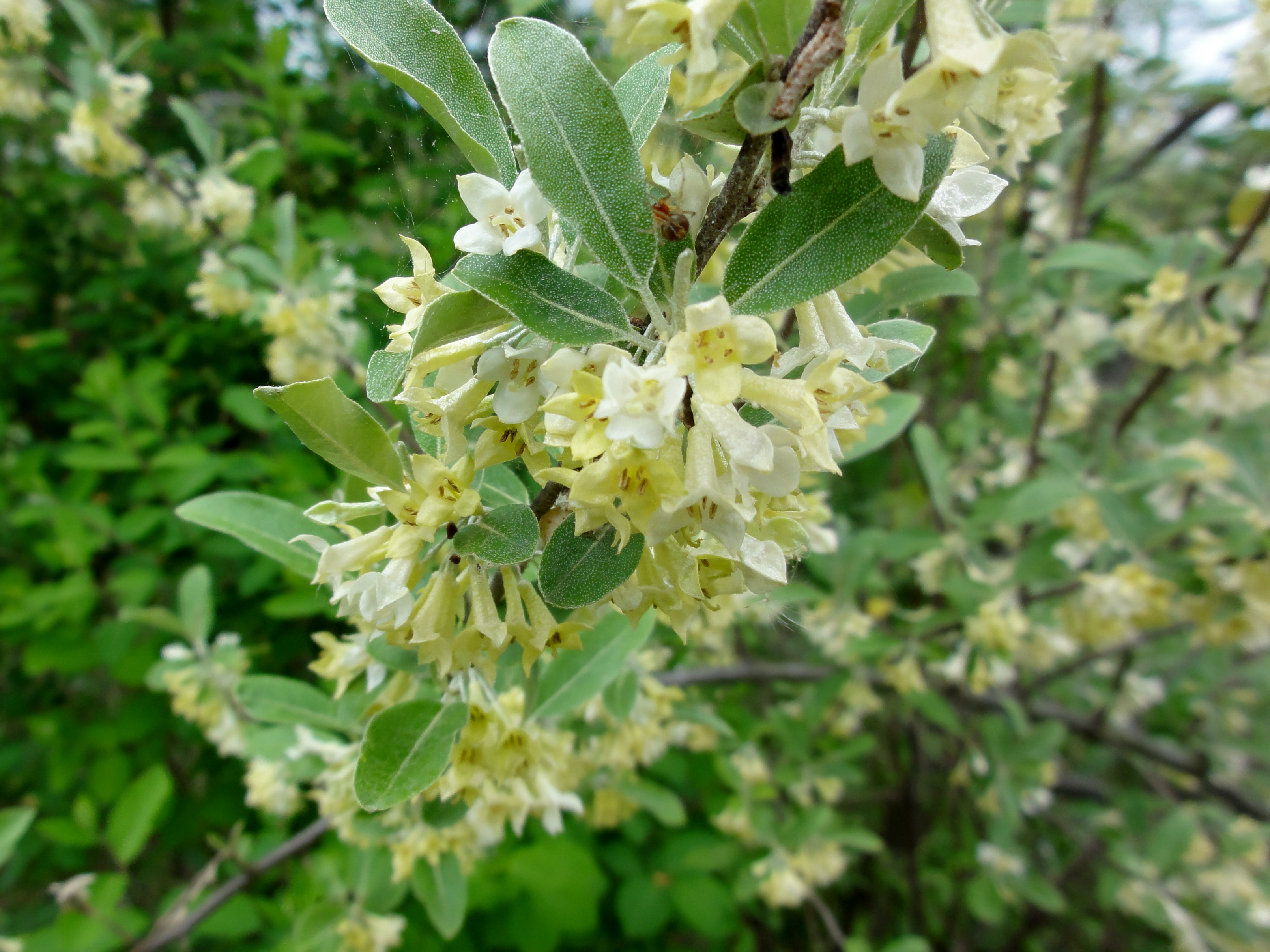
Květy

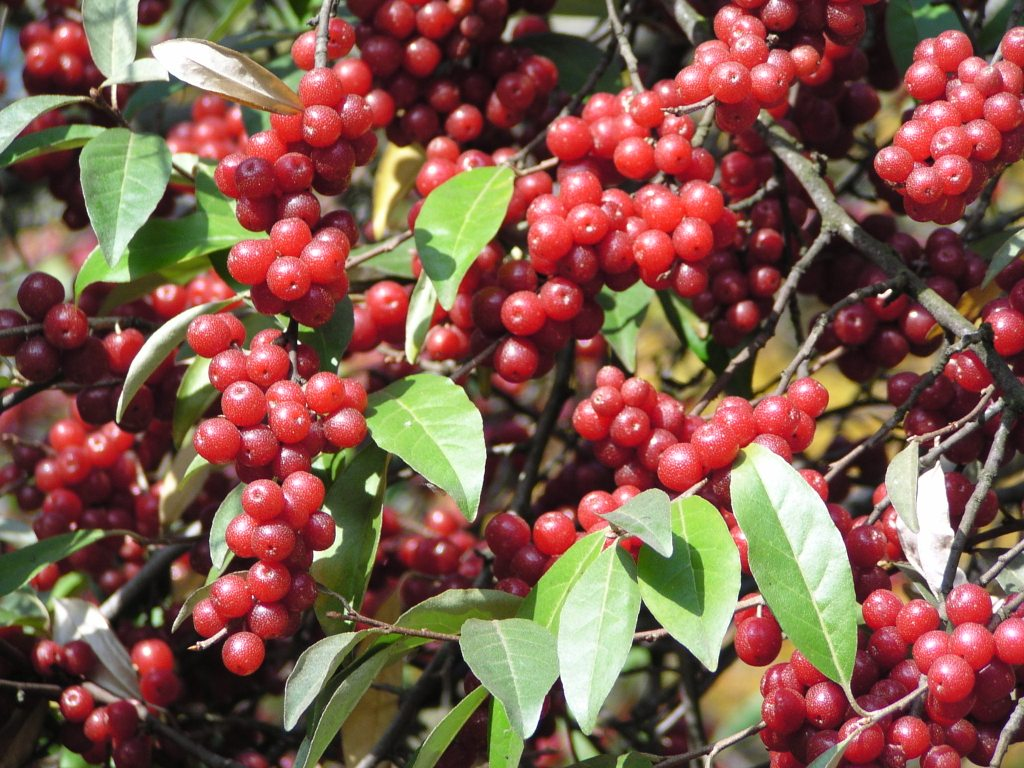
Zralé plody

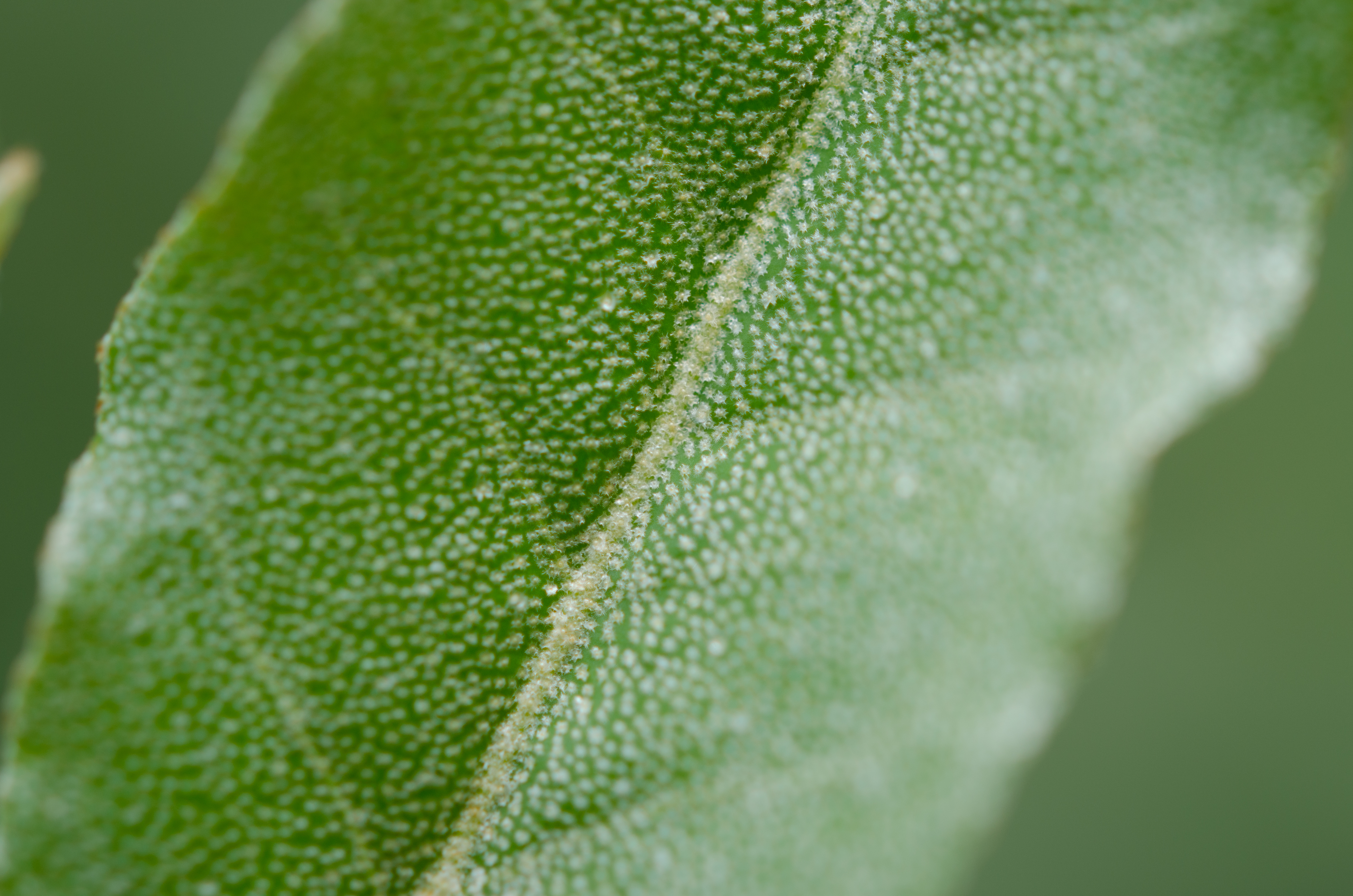
Šupinaté listy

Hlošina okoličnatá (Elaeagnus umbellata) je opadavý, nažloutle kvetoucí vonný keř, ojediněle i malý strom, pocházející z východní Asie. Bývá pro své stříbřité listy, nažloutlé bílé květy a výrazně červené plody pěstována jako okrasná rostlina v parcích. Dřevina netrpí chorobami ani okusem zvěří a je odolná vůči suchu, chladu i průmyslovým a městským imisím.

## Rozšíření
Rostlina je původní druh v širokém areálu rozkládajícím se od středního Japonska přes Korejský poloostrov až po jihozápadní Čínu, kde na jihozápadě zasahuje skrz Tibet do Indie i Pákistánu a na jihovýchodě do Thajska, Myanmaru a Kambodže, na východě pak na Tchaj-wan.
V roce 1830 byla dovezena z Japonska a zkušebně sázena v přírodě Severní Ameriky, kde prosperovala. Ve čtyřicátých létech 20. století byla zkoušena do míst s narušenou půdou, kde se dobře přizpůsobila a počala se samovolně šířit. V současnosti je tato rostlina v některých oblastech Severní Ameriky považována za invazní, semena rozšiřují ptáci i savci konzumující její plody.
V České republice ještě nebyla hlošina okoličnatá ve volné přírodě zaznamenána. K vidění je například v Pražské botanické zahradě, Arboretu Žampach i v ZOO Ostrava.

## Ekologie
Podobně jako ostatní hlošiny je i tento fanerofyt zcela nenáročný na typ a druh půdy, ve které roste, zvládá sucho, jalovou půdu i větrné stanoviště. Roste dobře na odvodněných stanovištích se slunečnou polohou, včetně mírně zasolených. Nevhodná jsou ale stinná místa, kde špatně kvete, nedozrávají plody a listy jsou míň vybarvené. Zastínění je důvod, proč jen nevalně roste jako lesní podrost. Ve své domovině se vyskytuje v nadmořské výšce až do 3300 m n. m. Po nepříliš intenzivních lesních požárech dřevina obvykle znovu vyraší z pupenů na kořenech chráněných v půdě.
V kořenech symbioticky žijí bakterie rodu Frankia, které jímají molekulární vzdušný dusík a přeměňují jej na amoniak. Z této zapáchající substance jsou rostliny schopné získávat dusík potřebný pro svůj růst a bakteriím na oplátku poskytují cukry (hydráty uhlíku) vytvořené fotosyntézou.
Kvete až v květnu a červnu, takže i ve střední Evropě její květy obvykle unikají jarním mrazíkům, jedlé plody dozrávají od konce září do začátku listopadu. Pro zbavení trpkosti je vhodné nechat plody řádně dozrát, pak jsou velmi chutné, ovšem v přírodě je do té doby většinou sklidí ptáci. Dřevina je tolerantní k širokému rozsahu okolní teploty, snese v létě až 40 °C a zimní pokles k -40 °C, má počet chromozomů 2n = 28.

## Popis
Opadavá dřevina je ve formě keře vysoká 2 až 4 m, jako strom výjimečně do 10 m, v prostředí střední Evropy bývá nižší. Letorosty jsou často trnité a bývají stejně jako listy porostlé bílými či stříbrnými šupinovitými trichomy, na rubu listů jsou mnohem hustější než na líci. Listy vyrůstají střídavě, jsou řapíkaté, bez palistů a jejich celistvé čepele jsou obvejčité, 2 až 6 cm dlouhé a 1 až 2 cm široké, na bázi klínovité, na vrcholu tupě špičaté a po obvodě celokrajné, z hlavní žilky odbočuje pět až osm žilek vedlejších.
Oboupohlavné, vonné, žlutobílé květy dlouhé asi 10 mm vyrůstají na stopkách z paždí listů jednotlivě či ve shlucích až po sedmi. Jejich okvětí je tvořeno pouze nálevkovitým kalichem dlouhým asi 6 mm, který má čtyři vejčité laloky do 3 mm dlouhé, jež jsou vně stříbřité a uvnitř krémově bílé; korunní lístky nejsou vyvinuté. V květu jsou čtyři krátké tyčinky s 2 mm prašníky a chlupatá 6 mm čnělka s bliznou. Květy jsou samosprašné, bohaté na nektar, aromatické a bývají opylovány včelami i motýly.
Plod je kulovitá, dužnatá, jedlá peckovice na stopce, která je ve zralosti červená a bývá v průměru až 9 mm dlouhá a 7 mm široká, tvarem se podobá olivě. Obsahuje jednu pecku o váze asi 25 mg.

## Rozmnožování
Dřeviny se na stanovišti přirozeně rozšiřují vegetativně, odnožováním kořenů, na větší vzdálenosti jsou pak šířeny semeny. Rozmnožují se semeny, která ve studeném pařeništi klíčí až 18 měsíců, vyklíčení urychlí tříměsíční studená stratifikace a následná skarifikace. Na trvalé stanoviště se vysazují semenáče asi 12 cm vysoké, na dobrém stanovišti začínají plodit ve věku tří až pěti let. Vyšlechtěné kultivary se doporučuje rozmnožit řízky s patkou z polovyzrálého dřeva sázenými v červenci a srpnu nebo řízky z dřevnatých toholetých větviček sázených v září či říjnu.

## Význam
Keř byl počátkem 20. století ve Spojených státech amerických velmi doporučován k výsadbě proti půdní erozi, na větrolamy, ke zkrášlení okolí polních cest i hlavních silnic a na vytvoření stanovišť pro úkryt volně žijících drobných zvířat i pro hnízdění ptáků. Keře mívají na obloukovitých větvích sklánějících se až k zemi ostré trny a místy vytvořily neprostupné houštiny. Mezi keři se občas vyskytují stromy vysoké až 10 m, které v dospělosti mívají kmen o průměru do 15 cm.
Protože se jedná o rostliny schopné symbiózy s fixačními bakteriemi rodu Frankia, využívají se při rekultivaci zdevastované krajiny, jsou velmi vhodné k obnovení rostlinného porostu na obnažených půdách (odvaly, výsypky). Získaný vzdušný dusík se dostává do půdy až při rozkladu listů, proto záleží na množství jeho podzimního opadu.
Protože dřevina snáší i slané mořské větry, bývá ve své domovině v Japonsku sázena pro zpevnění písčitých pobřežních dun společně s borovicí Thunbergovou (Pinus thunbergii), které má svou produkci dusíku zlepšovat půdu. Hlošina okoličnatá bývá využívána pro živé ploty ohraničující pole, zahrady i domy. Zralé plody obsahují mimořádně vysoké množství antioxidačního karotenoidu lykopenu, který bývá spojován s prevencí některých chronických onemocnění, včetně rakoviny prostaty.
Dospělý keř může ročně vyprodukovat až 60 000 plodů. Semena, jež jsou i po projití zažívacím traktem většinou stále schopná vyklíčit, šíří hlavně ptáci bažanti, tetřevi, vrabci, špačci, pěnice, drozdi i mnozí savci medvědi, mývali, skunci, vačice i myši.
Na středozápadě Spojených států je pro ni ideální klima, ohrožuje však přirozené ekosystémy a vytěsňuje původní rostlinné druhy. Je tam proto hlošina okoličnatá považována za invazní druh a neměla by se již dále vysazovat, naopak je nutno jí bránit v šíření. Při její likvidaci je zapotřebí po skácení natřít pahýly vhodným herbicidem, jinak znovu vyraší z kořenů.